# Phyllomyias griseiceps
El mosquerito cabecigrís  (Phyllomyias griseiceps), también denominado tiranuelo cabecigrís o capigrís (en Colombia), tiranolete coronitiznado (en Ecuador), atrapamoscas cabecigrís (en Venezuela) o moscareta de cabeza tiznada (en Perú), es una especie de ave paseriforme de la familia Tyrannidae perteneciente al género Phyllomyias. Es nativo del extremo oriental de América Central y del norte, noroeste y oeste de América del Sur.

## Distribución y hábitat
Se distribuye localmente desde el este de Panamá, en el norte, centro oeste y suroeste de Colombia, norte y este de Venezuela, Guyana, Surinam, Guayana Francesa, oeste y este de Ecuador, este de Perú (al sur hasta Ayacucho y norte de Cuzco), y norte de Brasil (margen izquierda del bajo río Amazonas).
Esta especie es considerada bastante común pero local en sus hábitats naturales: los bordes y claros de bosques húmedos principalmente abajo de los 1200 m de altitud.

## Sistemática

### Descripción original
La especie P. griseiceps fue descrita por primera vez por los zoólogos británicos Philip Lutley Sclater y Osbert Salvin en 1871 bajo el nombre científico Tyranniscus griseiceps; su localidad tipo es: «Pallatanga y Babahoyo, oeste de Ecuador».

### Etimología
El nombre genérico masculino «Phyllomyias» se compone de las palabras del griego «φύλλον» (phúllon) que significa ‘hoja’, y de la forma neolatina «myias» que significa ‘atrapamoscas’, a su vez derivado del griego  «μυῖα, μυῖας» (muĩa, muĩas) que significa ‘mosca’; y el nombre de la especie «griseiceps», se compone de las palabras del latín «griseus» que significa ‘de color gris’, y «ceps» que significa ‘de cabeza’.

### Taxonomía
Las subespecies propuestas P. g. cristatus Berlepsch, 1884 (desde el norte de Colombia),  P. g. caucae Chapman, 1915 (desde los Andes centrales de Colombia) y P. g. pallidiceps J.T. Zimmer, 1941 (desde Manaus, Brasil), descritas con base diferencias en la longitud y color de las plumas de la corona y en el largo de las alas, son actualmente consideradas inseparables de la subespecie nominal; por lo tanto es monotípica.
El género Phyllomyias como constituido actualmente puede ser polifilético; para definir los límites del género, se requieren análisis filogenéticos objetivos, utilizando características moleculares y anatómicas. Evidencias anatómicas sugieren que la presente especie, Phyllomyias fasciatus, Phyllomyias griseocapilla y Phyllomyias weedeni forman un clado que puede no estar emparentado con otras del género, algunas de los cuales o todas posiblemente estarían mejor colocadas en un género resucitado Tyranniscus.